# Han Xu
Han Xu, née le 31 octobre 1999 à Shijiazhuang dans la région du Hebei, est une joueuse professionnelle chinoise de basket-ball évoluant au poste du pivot.

## Biographie

### Carrière en club

#### Débuts en Chine
A l'âge de 12 ans, Han Xu mesure déjà 1m80 et surplombe tous ses camarades du lycée. Grâce à sa grande taille, elle attire l'attention des entraîneurs de l'équipe chinoise des moins de 17 ans qui la teste. En plus d'être imposante dans la raquette, elle réalise de bonne performance aux shoots à mi-distance. Au final, elle intègre l'équipe et elle est invitée à la NBA Academy dans la province du Shandong. Elle participe au championnat du monde féminin des moins de 17 ans avec la Chine en 2016. Puis en 2017, elle participe à la Coupe du monde féminine des moins 19 ans. Mais c'est en 2018, durant la Coupe du monde féminine qu'elle est remarquée par les recruteurs américains grâce à ses 20 points inscrits contre l'équipe des USA. Elle fait ses débuts professionnelles, à l'âge de 18 ans, lors de la saison 2018-2019 dans le championnat chinois avec les Xinjiang Magic Deer avec qui elle dispute l'intégralité de la saison.

#### En WNBA (depuis 2019)
Han Xu est sélectionnée en 14e position lors de la draft WNBA 2019 par le Liberty de New York. Elle est la plus jeune joueuse de l'histoire à avoir été draftée.
Elle fait ses débuts le 24 mai 2019 face au Fever de l'Indiana en disputant 1 minute de jeu. Elle réalise sa meilleure performance le 30 août 2019 en inscrivant 12 points face au Sun du Connecticut. Pour sa saison rookie, elle dispute 18 matchs pour des moyennes par match de 3 points et 0,8 rebonds.
Elle manque l'intégralité de la saison WNBA 2020 car le Liberty suspend son contrat en raison de la pandémie de Covid-19.
Elle manque également l'intégralité de la saison WNBA 2021. 
Elle fait son retour en WNBA le 12 mai 2022 face au Sky de Chicago en jouant 9 minutes et en inscrivant 10 points. Elle établit son record en carrière le 7 juillet 2022 face aux Aces de Las Vegas avec 24 points. Durant la saison régulière, elle dispute 32 matchs pour des moyennes par match de 8,5 points et 3,6 rebonds. Elle dispute également 3 matchs en playoffs.
En février 2023, elle signe de nouveau avec le Liberty pour la saison WNBA 2023. Durant cette saison, elle ne dispute que 8 matchs avec une moyenne de 1,5 point et 0,9 rebond par match. En août 2023, elle remporte la WNBA Commissioner's Cup sans jouer la moindre seconde lors de la finale.

#### En Chine (depuis 2021)
Elle dispute les saisons 2020-2021 et 2021-2022 dans le championnat chinois avec le Sichuan Yuanda et élue MVP de la saison régulière à l'issue des deux saisons.
En mars 2023, elle remporte le championnat chinois avec le Sichuan Yuanda et elle est élue MVP des Finales.
En octobre 2023, elle réalise un double-double dès le match d'ouverture de la saison 2023-2024 avec 14 points et 11 rebonds.

### Carrière en équipe nationale
Han Xu est internationale chinoise.

## Statistiques

### États-Unis

#### En WNBA
Saisons régulières
| Gras/Meilleures performances | [ 14 ] |

| Saison                    | Équipe                    | MJ | M5 | Min  | %T   | %3   | %LF  | Rb  | PD  | Int | Ctr | BP  | F   | Pts |
| ------------------------- | ------------------------- | -- | -- | ---- | ---- | ---- | ---- | --- | --- | --- | --- | --- | --- | --- |
| 2019                      | Liberty de New York       | 18 | 0  | 7,9  | 41,4 | 50,0 | 50,0 | 0,8 | 0,1 | 0,2 | 0,2 | 0,1 | 0,3 | 3,0 |
| 2022                      | Liberty de New York       | 32 | 0  | 16,8 | 49,3 | 44,4 | 79,6 | 3,6 | 0,9 | 0,5 | 0,7 | 0,7 | 1,0 | 8,5 |
| 2023                      | Liberty de New York       | 8  | 0  | 4,5  | 30,0 | 0    | -    | 0,9 | 0   | 0,3 | 0,1 | 0,6 | 0,3 | 1,5 |
| Total : moyenne par match | Total : moyenne par match |    |    | 12,4 | 46,5 | 39,6 | 78,4 | 2,4 | 0,6 | 0,4 | 0,4 | 0,5 | 0,7 | 5,8 |
| Totaux                    | Totaux                    | 58 | 0  | 717  | 139  | 21   | 40   | 137 | 32  | 22  | 26  | 30  | 39  | 339 |

#### En playoffs
| Saison                    | Équipe                    | MJ | M5 | Min  | %T   | %3  | %LF  | Rb  | PD  | Int | Ctr | BP  | F   | Pts |
| ------------------------- | ------------------------- | -- | -- | ---- | ---- | --- | ---- | --- | --- | --- | --- | --- | --- | --- |
| 2022                      | Liberty de New York       | 3  | 0  | 10,0 | 41,7 | 100 | 83,3 | 2,7 | 0,3 | 0   | 0,7 | 0,7 | 0,3 | 5,3 |
| Total : moyenne par match | Total : moyenne par match |    |    | 10,0 | 41,7 | 100 | 83,3 | 2,7 | 0,3 | 0   | 0,7 | 0,7 | 0,3 | 5,3 |
| Totaux                    | Totaux                    | 3  | 0  | 30   | 5    | 1   | 5    | 8   | 1   | 0   | 2   | 2   | 1   | 16  |

## Palmarès et Distinctions

### Palmarès

#### En club
- Vainqueur du championnat de Chine féminin de basket-ball avec Sichuan Yuanda (2023)
- Vainqueur de la WNBA Commissioner's Cup avec le Liberty de New York (2023)

### Distinctions personnelles
- 3x MVP de la saison régulière du championnat de Chine féminin de basket-ball (2021, 2022 et 2023)
- MVP des Finales du championnat de Chine féminin de basket-ball (2023)